# 雪山東峰
雪山東峰為台灣雪山山脈雪山東側的副峰，在日治及戰後初期稱明間山，1923年雪山被命名為次高山後改稱為次高東山，海拔高度3,201公尺，位於臺中市和平區平等里中部，雪霸國家公園東南部，在台灣百岳中排名第74。附近接連志佳陽大山。雪山東峰位於雪山主峰往東突出的支稜上，與武陵農場連結，由此起登雪山，稱為「雪東線」，里程最短、天數最少，是岳人取道雪山的主要路線。

## 歷史
雪山群峰為泰雅族傳統生活領域，在泰雅語中稱雪山東峰為。日治時期以同音日文漢字「 Minma山」譯轉，大正12年（1923年）雪山被命名為次高山，隨後將東側副峰改為。戰後初期沿用漢字「明間山」，1953年台灣省政府公告恢復「雪山」的歷史山名，1980年代以後的官方地圖將此峰改標示為「雪山東峰」。2007年6月3日，來自苗栗縣泰安鄉清安國小的6位泰雅族應屆畢業生特地登上雪山東峰領取畢業證書，體驗先人的足跡。

## 外部連結
- 大霸/聖稜線段 （页面存档备份，存于） - 國家步道系統
- 中華民國山岳協會 - 最初為「台灣山岳會」